# Astrophilatelie
Astrophilatelie dokumentiert den historischen, wissenschaftlichen und technischen Fortschritt bei der Erforschung des Weltraums. Dies umfasst die frühe Stratosphärenforschung, die Entwicklung der Raketentechnik und der Vorläufer der verschiedenen Raumfahrzeuge sowie die relevanten Projekte, Ereignisse und Raumfahrtprogramme.
Poststempel sind das wichtigste Element jedes astrophilatelistischen Beleges. Umschläge sollen am Tag des Ereignisses beim nächstgelegenen Postamt abgestempelt werden. Bei Ereignissen im Weltraum soll der Poststempel des jeweiligen Kontrollzentrums oder des Postamtes an Bord der Raumstation verwendet werden.
Die Fédération Internationale de Philatélie hat eine Kommission für Astrophilatelie.